# Wszystkie fajne
Wszystkie fajne (styl. WSZYSTKIE FAJNE) – singel polskiej raperki Fagaty, który został wydany 1 sierpnia 2025 wydaniem własnym za pośrednictwem Sony Music Entertainment Poland.

## Geneza i historia wydania
Utwór został wykonany przez Agatę Fąk, czyli Fagatę. Natomiast za kompozycję, produkcję odpowiada Piotr Aleksander Syrówka oraz Konrad Zasada. Miks, mastering oraz tekst został wykonany przez Syra.
Wydanie ukazało się w formacie digital download oraz w streamingu w Polsce 1 sierpnia 2025. Za wydanie singla odpowiada Fagata, która wydała utwór jako artystka niezależna za pośrednictwem Sony Music Entertainment Poland.

## Twórcy
Opracowano na podstawie materiałów źródłowych.
- Fagata – wokal, tekst
- Syru, właśc. Piotr Aleksander Syrówka – produkcja, kompozycja, miks, mastering, tekst
- Konrad Zasada – kompozycja

## Lista utworów
- Digital download[1]

1. „Wszystkie fajne” – 2:39

## Teledysk
Do utworu powstał teledysk, który udostępniono 1 sierpnia 2025 za pośrednictwem serwisu YouTube.

## Notowania

### Pozycje na listach tygodniowych
| Kraj   | Lista                    | Pozycja |
| ------ | ------------------------ | ------- |
| Polska | OLiS – single w streamie | 55      |